# Sanguisorba unsanensis
Sanguisorba unsanensis är en rosväxtart som beskrevs av Takenoshin Nakai. Sanguisorba unsanensis ingår i släktet storpimpineller, och familjen rosväxter. Inga underarter finns listade i Catalogue of Life.